# Johann Wilhelm (Sachsen-Weimar)

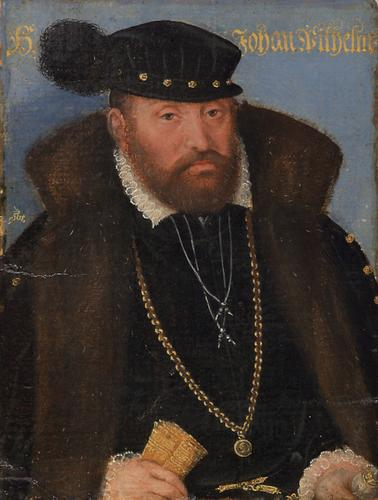
Herzog Johann Wilhelm I. von Sachsen-Weimar

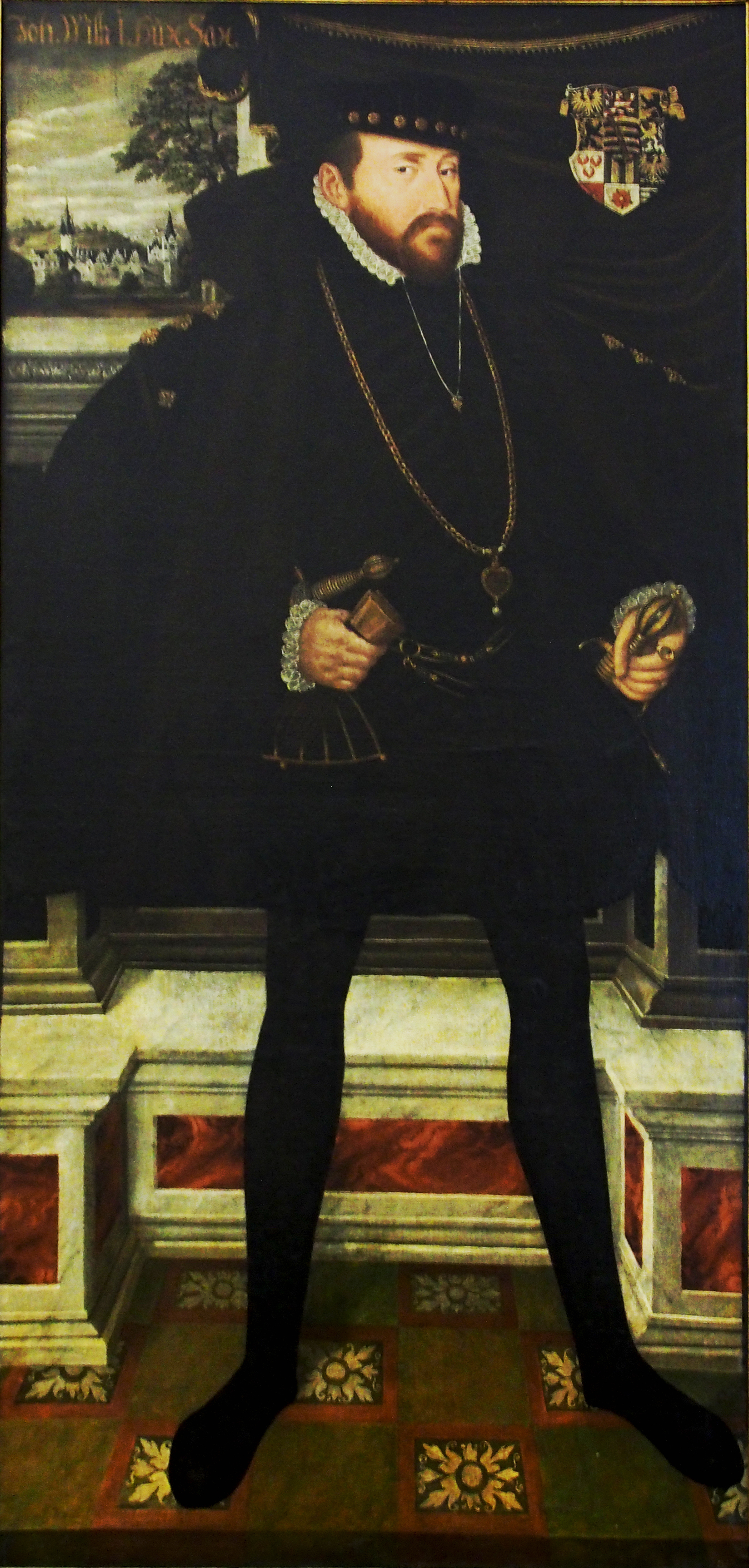
Herzog Johann Wilhelm I. von Sachsen-Weimar (Christoph Leutloff 1575)

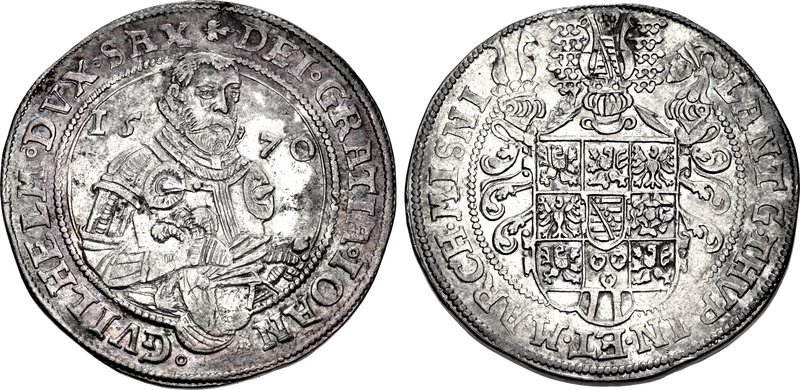
Johann Wilhelm, siehe Münzgeschichte des Herzogtums Sachsen (1547–1572), Alleinprägung Johann Wilhelms von Sachsen (1567–1572)

Johann Wilhelm I. (* 11. März 1530 in Torgau; † 2. März 1573 in Weimar) war aus der Familie der ernestinischen Wettiner stammender erster Herzog von Sachsen-Weimar.

## Leben und politisches Wirken
Johann Wilhelm wurde als zweiter Sohn von Herzog Johann Friedrich I., dem Großmütigen von Sachsen und seiner Ehefrau Sibylle von Jülich-Kleve-Berg geboren. Sein Vater hatte noch den Titel eines Kurfürsten von Sachsen getragen, diesen aber 1547 nach seiner Niederlage im Schmalkaldischen Krieg verloren. Johann Friedrich der Großmütige vererbte seinen Söhnen deshalb nur den Titel eines Herzogs von Sachsen und ein seit der Niederlage wesentlich verkleinertes, auf Gebiete im heutigen Thüringen beschränktes Gebiet. 1554 nach dem Tode seines Vaters, trat Johann Wilhelm I. in diesem Gebiet, dem Herzogtum Sachsen, gemeinsam mit seinem älteren Bruder, Johann Friedrich II., dem Mittleren die Regierung an.
Als der jüngste Bruder Johann Friedrichs II.  von Sachsen, Johann Friedrich III., 1565 gestorben war, stimmte Johann Friedrich II. einer Landesteilung nicht zu. Es war der Wunsch seines im Jahr 1554 verstorbenen Vaters Johann Friedrich des Großmütigen, das Land nicht zu teilen, sondern gemeinsam zu regieren. Statt einer Landesteilung kam es Anfang 1566 zum sogenannten Mutschierungsvertrag. Nach diesem Vertrag wurde das Herzogtum zwar in einen weimarischen Teil, den Johann Friedrich II. verwaltete und in einen Coburger Teil, den Johann Wilhelm verwaltete, unterteilt, aber nicht geteilt. Das kommt auch in den gemeinsamen Münzprägungen mit den beiden Münzbildern Johann Friedrichs II. und Johann Wilhelms zum Ausdruck. Siehe dazu den Taler von 1566 mit den beiden Herzögen. Ihre Gebiete sollten nach drei Jahren gewechselt werden, wozu es allerdings nicht mehr kam.
Durch die falsche Politik, die auf eine Rückgewinnung der 1547 von seinem Vater verlorenen Gebiete und des Kurfürstentitels gerichtet war, sowie durch seine Verstrickung in die Grumbachschen Händel zog sich Johann Friedrich der Mittlere den Zorn des Kaisers Maximilian II. zu. Der Kaiser verhängte schließlich die Reichsacht über ihn, der Kurfürst von Sachsen wurde mit der Reichsexekution beauftragt, an der sich auch Johann Wilhelm beteiligte. Nach einer Belagerung seiner Burg in Gotha wurde Johann Friedrich schließlich 1567 besiegt und geriet bis zum Ende seines Lebens in kaiserliche Gefangenschaft. Seine Besitzungen wurden vom Kaiser eingezogen und an Johann Wilhelm I. übergeben, der somit zum alleinigen Herrscher im ganzen Herzogtum Sachsen wurde. Siehe dazu Alleinprägung Johann Wilhelms von Sachsen (1567–1572).
Aber auch Johann Wilhelm I. fiel bald in kaiserliche Ungnade, als er als General für König Karl IX. von Frankreich in dessen Feldzug gegen die Hugenotten zog. Dadurch rief er nicht nur das Kopfschütteln seiner protestantischen Untertanen hervor (ein Wettiner, dessen Dynastie seit Friedrich dem Weisen als Schutzmacht der Protestanten in Deutschland galt, verbündet sich mit dem katholischen König Frankreichs gegen die den Lutheranern konfessionell nahestehenden Hugenotten), sondern erntete auch den Zorn des Kaisers, da die französischen Könige Erbfeinde der Habsburger waren.
Der Kaiser setzte deshalb die beiden Söhne des immer noch gefangenen Johann Friedrich des Mittleren wieder in ihr Erbrecht ein und setzte gemeinsam mit dem Kurfürsten von Sachsen 1572 die Erfurter Teilung durch. Das Herzogtum Sachsen wurde in drei Teile geteilt. Der ältere der beiden Söhne Johann Friedrich des Mittleren, Johann Casimir erhielt Sachsen-Coburg, der jüngere Johann Ernst erhielt Sachsen-Eisenach, für Johann Wilhelm I. blieb somit nur ein kleiner auf Sachsen-Weimar beschränkter Landesteil übrig. Seit dieser Teilung hat es immer mehrere ernestinische Dynastien in Thüringen nebeneinander gegeben, der ernestinische Gesamtbesitz (das Herzogtum Sachsen) wurde also nicht mehr vereinigt. Von Johann Wilhelm stammt so das Haus Sachsen Weimar und das ältere Haus Sachsen-Altenburg ab, das sich später von Sachsen-Weimar trennte (siehe auch Ernestinische Herzogtümer).
Johann Wilhelm konnte diese Einschränkung seines Herrschaftsgebietes nie verschmerzen, er verstarb nur ein Jahr später verbittert in Weimar.

## Familie
Johann Wilhelm I. war mit Dorothea Susanna, einer geborenen Pfalzgräfin von Simmern, Tochter von Friedrich III. verheiratet. Mit ihr hatte er vier Kinder. die nachmaligen Herzöge
- Friedrich Wilhelm I. (1562–1602) Herzog von Sachsen-Weimar
- Johann (1570–1605) Herzog von Sachsen-Weimar

und die Töchter:
- Sibylla Maria (* 7. November 1563, † 20. Februar 1569)
- Maria (* 7. Oktober 1571, † 7. März 1610). Äbtissin von Quedlinburg